# マルサス主義
マルサス主義（まるさすしゅぎ、Malthusianism）とはトマス・ロバート・マルサスによって述べられた政治・経済に関する思想であり、産業革命期に展開された。マルサス主義の詳細については1798年の『人口論』による。その著書では、抑制されない人口増加が指数関数的になる一方で、食料供給の増加は算術的になることが予測されており、いかにしてマルサスのカタストロフィーに至るかが述べられている。マルサスはマンチェスター学派の思想のときに執筆した。

## 概要
それはトーリー党のパターナリズムに代表される貧困層へのチャリティーの考えは効果がなく、膨大な貧困層の増加をもたらすだけであるとの推論から導かれており、1834年の新救貧法に体現される給付の縮小というホイッグ党の経済学の考え方に発展し、反対者たちは「マルサスの法案は、貧困層が海外に移住し、低賃金で働き、粗末な種類の食物での生活を余儀なくするように考案された」と述べ、貧困層の暴動や放火を招き、結局救貧院の建設をもたらすことになった。
その考えが進歩的な社交界に広まった頃には、チャールズ・ダーウィンを知人にもつ小説家ハリエット・マーティノーが支持者となり、マルサスの考えはダーウィンの理論の発端に重要な影響を及ぼした。
メリーランド大学の歴史教育センターのダン・リッチェル博士によると

大きなマルサスの恐怖は、「無差別なチャリティー」が貧困層人口の指数関数的増加や、成長する属国の軍を支えるための国庫に対する税の増加、そして国家破産のカタストロフィーさえ導かれるだろうということであった。以来、マルサス主義は一般的な人口爆発の問題と同一視されるようになったが、本来のマルサスの関心は、より具体的なものであり、依存する貧困層による人口爆発の恐怖に関するものであった!

マルサス理論の最初期の批評家の一人はカール・マルクスであり、「男子生徒レベルのものであり、デ・フォー、ジェームズ・スチュアート、タウンゼンド、フランクリン、ウォレスの浅薄な剽窃」と述べ(マルクスとマルサスによる資本の意味の違いは参考文献を参照)、他の批評家は、科学と技術の進歩を仮定すれば、際限のない指数関数的な人口増加が認められるだろうとしている。実際に化学肥料が開発されると人口爆発にも耐えうる生産量を確保することが可能となり、人口論の前提条件は克服された。